# Georg Jung (Politiker, 1814)
Georg Gottlob Jung (* 2. Januar 1814 in Rotterdam; † 8. Oktober 1886 in Berlin) war ein zunächst demokratischer und später nationalliberaler preußischer Politiker.

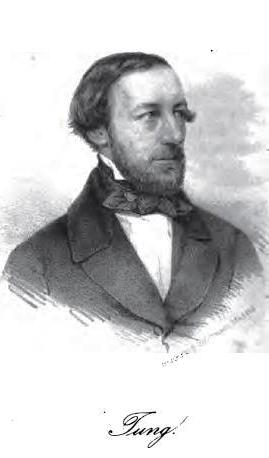
Georg Jung

## Leben und Wirken
Jung studierte zwischen 1834 und 1836 Rechtswissenschaften in Bonn und Berlin. Anschließend trat er in den preußischen Justizdienst ein. Wegen eines Konflikts mit dem Justizminister trat er auf eigenen Wunsch aus dem Staatsdienst aus. Jung war Junghegelianer und Verfasser demokratisch orientierter politischer Schriften.
1838 heiratete er Pauline Stein, eine Tochter des Bankiers Johann Heinrich Stein.
Im Jahr 1842 gehörte Jung zu den Mitbegründern der Rheinischen Zeitung. In einer 1848 erschienenen Selbstdarstellung in der Vossischen Zeitung und seinem Wahlaufruf äußerte er, dass er seit seiner frühsten Jugend an jeder entscheidenden Bewegung in Preußen teilgenommen hätte. Danach war er auch Mitarbeiter der Halleschen und später des Deutschen Bürgerbuchs von 1845.

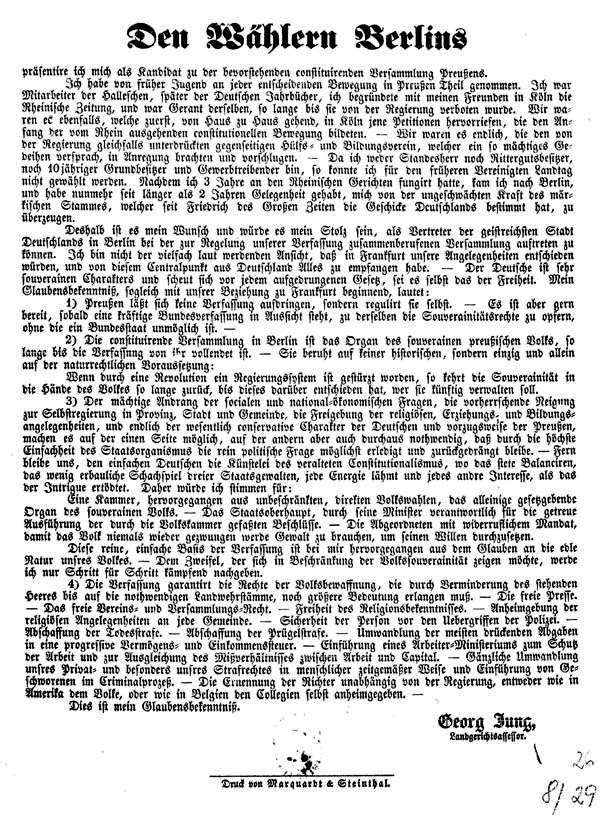
Wahlmanifest von Georg Jung zur Wahl zur preußischen Nationalversammlung

Während der Revolution von 1848/49 war er führend in der Berliner demokratischen Bewegung aktiv. Bereits im Vormärz war Jung Präsident des Politischen Clubs in Berlin und war im Mai 1848 an der Umwandlung in den Demokratischen Club beteiligt. Am 22. März 1848 war er einer der Hauptredner bei der Beerdigung der Märzgefallenen. Heinrich von Treitschke charakterisierte ihn später als einen „schöngeistigen und wohlhabenden Bohemien, der die Opposition nach Heines Weise wie einen kurzweiligen Sport betrieb.“
Jung war 1848 Mitglied der Preußischen Nationalversammlung. Als politische Zielsetzung formulierte er in der Vossischen Zeitung vor der Wahl. „Ich bin nicht der vielfach laut werdenden Ansicht, dass in Frankfurt unsere Angelegenheiten entschieden würden, und von diesem Centralpunkt Deutschland Alles zu empfangen habe. (…) 1. Preußen lässt sich keine Verfassung aufdrängen, sondern reguliert sie selbst. – Es ist gerne bereit, sobald eine kräftige Bundesverfassung in Aussicht steht, zu derselben die Souveränitätsrechte zu opfern, ohne die ein Bundesstaat unmöglich ist. 2. Die constituierende Versammlung in Berlin ist das Organ des souveränen preußischen Volkes, so lange bis die Verfassung von ihr vollendet ist.“
Demonstrativ blieb Jung wie auch andere Linke der Eröffnung der Nationalversammlung im Berliner Stadtschloss durch Friedrich Wilhelm IV. fern. Zusammen mit Eduard von Reichenbach gehörte Jung zur entschiedensten Linken. So forderte sie: die absolute Souveränität des Volkes, ein Einkammersystem, keine Vetomöglichkeit für den König und die alleinige Zuständigkeit der Erarbeitung der Verfassung durch das Parlament.
Im Parlament zeichnete er sich weniger durch wirklich konstruktive Redebeiträge, sondern durch eine drastische und radikale Ausdrucksweise aus. Dies brachte ihm zeitweise eine große Popularität bei den unteren Schichten in Berlin ein. Diese ließ später nach, nachdem Jung als Abgeordneter die Bindungen zum Demokratischen Club weitgehend kappte und von diesem dann des Verrats beschuldigt wurde.
Mit seiner Anfrage zu den militärischen Aktivitäten rund um das Zeughaus trug Jung zur Verschärfung der politischen Stimmung in Berlin bei, die später in den Berliner Zeughaussturm gipfelte.
Im Jahr 1849 wurde Jung in die zweite Kammer des preußischen Landtages gewählt. Er stand politisch auch dort auf der äußersten Linken. Nach dem Ende der Reaktionsära wurde er erneut politisch aktiv. Zwischen 1863 und 1867 und noch einmal zwischen 1869 und 1876 war er Mitglied des preußischen Abgeordnetenhauses. Dabei war er Mitglied zunächst der Fortschrittspartei und seit 1867 der Nationalliberalen Partei.

## Werke
- Ueber die Reform der preußischen Ehegesetze. In: Deutsches Bürgerbuch für 1845. Darstadt 1845, S. 313 ff..Digitalisat
- Der Berliner Cavaingnac. Eine Entgegnung auf die deutsche Central-Gewalt und die preußische Armee.  Reuter & Stargardt, Berlin 1848.Digitalisat
- Der Magistrat von Berlin. Seine Begriffe von Ehre, sein Muth, sein Verstand.  Adolf, Berlin 1848. Goethe-Universität
- Jung's Rede am Grabe der am 18. und 19. März gefallenen Kämpfer. Gehalten am 22. März 1848. Götte, Braunschweig 1848. Goethe-Universität
- Candidaten-Rede des Hrn. Assessor Jung, gehalten am 30. Januar in der Wahlmänner-Versammlung des dritten größeren Wahl-Bezirk Berlins. Gedruckt von Harth und Schultze, Spandauerstr. 76 (Berlin 1849).
- Drei Ansprachen an meine Wähler und Abschied von denselben.  Adolf, Berlin 1849.MDZ Reader
- Geschichte der Unterdrückung der Frauen und ihrer allmähligen Selbstbefreiung bis zur Erscheinung des Christenthums. Literarische Anstalt, Frankfurt am Main 1850. Archive.org